# Prepolje
Prepolje je naselje v Občini Starše.

## Izvor krajevnega imena
Krajevno ime Prepolje je mogoče izvajati iz Prě(dъ)pol'ьje s prvotnim pomenom 'področje pred poljem'. V starih listinah se kraj omenja v letih 1220−1230 kot Maiori Prepuhel, 1265-1267 Maiori Prechpůhel in 1441 Prebal.